# 西条市地域創生センター
西条市地域創生センター（さいじょうしちいきそうせいセンター）は、愛媛県西条市ひうちにある地域創生の拠点施設。

## 歴史
2015年3月末に閉館となった西条市の宿泊･研修施設ひうち会館の建物を改修し、2016年4月1日に開館。これまでのひうち地区に立地する企業とのネットワーク拠点としての機能を維持しながら、新たに大学など高等教育機関との連携拠点としての機能を持たせることで、産学官連携や人材育成に取り組む拠点施設となることを目指している。
施設内には、愛媛大学などの拠点が設置されている他、一般利用が可能な研修室、研究や研修活動を実施する大学生などが宿泊できる滞在室が設置されている。

## 施設
- 滞在室
- 西条市 地域創生室
- 産官学連携研究室
  - 愛媛大学地域協働センター西条 - 高大連携活動・修士課程授業・産学官連携・農業の6次産業化支援・フィールドワーク・インターンシップ・就職活動・住民向け高等教育機会提供の7つの拠点機能を持っている[2]。
- ひうち立地企業連絡協議会
- 研修室（大研修室･第1研修室･第2研修室･討議室）
- 市民展示室
- 食堂（café ダイニング つじ丸）